# Whitbread Round the World Race de 1993-94
A Whitbread Round the World Race de 1993-94 foi a 6° edição da regata de volta ao mundo da Volvo Ocean Race, patrocinada pela empresa britânica Whitbread Group PLC. Iniciada em Southampton, Inglaterra, e com término em 1994, no Porto de Southampton. A regata demorou 120 dias, com a vitória da embarcação neo-zelandesa NZ Endeavour, capitaneada por Grant Dalton.

## Modelos
Os modelos de embarcação nesta edição foram, o Volvo Ocean 60 com 10 barcos e o Maxi com quatro. Assim sendo, houve disputas entre as duas classes.

## Calendário
| Regata | Começo                  | Final                   | Vencedor da Regata | Capitão            |
| ------ | ----------------------- | ----------------------- | ------------------ | ------------------ |
| 1      | Southampton, Inglaterra | Punta del Este, Uruguai | NZ Endeavour       | Grant Dalton (NZ)  |
| 2      | Punta del Este, Uruguai | Fremantle, Austrália    | Intrum Justitia    | Lawrie Smith (GB)  |
| 3      | Fremantle, Austrália    | Auckland, Nova Zelândia | NZ Endeavour       | Grant Dalton (NZ)  |
| 4      | Auckland, Nova Zelândia | Punta del Este, Uruguai | NZ Endeavour       | Grant Dalton (NZ)  |
| 5      | Punta del Este, Uruguai | Fort Lauderdale, EUA    | Yamaha             | Ross Field (NZ)    |
| 6      | Fort Lauderdale, EUA    | Southampton, Inglaterra | Tokio              | Chris Dickson (NZ) |

## Resultados
| Posição | Barco                 | Capitão                          | País           | Classe | Tempo     |
| ------- | --------------------- | -------------------------------- | -------------- | ------ | --------- |
| 1       | NZ Endeavour          | Grant Dalton                     | Nova Zelândia  | Maxi   | 120d 5h   |
| 2       | Yamaha                | Ross Field                       | Japão          | V60    | 120d 14h  |
| 3       | Merit Cup             | Pierre Fehlmann                  | Reino Unido    | Maxi   | 21d 2h    |
| 4       | Intrum Justitia       | Roger Nilson & Lawrie Smith      | União Europeia | V60    | 121d 5h   |
| 5       | Galicia '93 Pescanova | Javier de la Gandara             | Espanha        | V60h   | 122d 6h   |
| 6       | Winston               | Dennis Conner & Brad Butterworth | Estados Unidos | V60    | 122d 9h   |
| 7       | La Poste              | Éric Tabarly                     | França         | Maxi   | 123d 22h  |
| 8       | Tokio                 | Chris Dickson                    | Japão          | V60    | 128d 16h  |
| 9       | Brooksfield           | Guido Maisto                     | Itália         | V60    | 130d 4h   |
| 10      | Hetman Sahaidachny    | Eugene Platon                    | Ucrânia        | V60    | 135d 23h  |
| 11      | Reebok/Dolphin Youth  | Matthew Humphries                | Reino Unido    | V60    | 137d 21h  |
| 12      | Heineken              | Dawn Riley                       | Estados Unidos | V60    | 138d 16h  |
| 13      | Odessa                | Anatoly Verba                    | Ucrânia        | V60    | 158d 4h   |
| 14      | Fortuna               | Lawrie Smith                     | Espanha        | Maxi   | sem tempo |